# Volkswagen Polo
Volkswagen Polo este un automobil din clasa supermini produs de constructorul german Volkswagen începând cu anul 1975. Este vândut în Europa, dar și pe alte continente, atât în varianta hatchback, cât și în variantele sedan și estate. A fost produs în cinci generații, cu facelift-uri intermitente. Modelele asemănătoare produse de Volkswagen Group sunt Škoda Fabia, SEAT Ibiza și Audi A1.
Volkswagen Polo a câștigat trofeul World Car of the Year („Mașina Anului”) în 2010.
În prezent, Polo este la cea de-a cincea generație. Supranumit MK5, actualul Polo V a început să se fabrice în anul 2008. Intervalele de fabricație pentru toate cele 5 generații sunt:

## Prima generație (86; 1975)

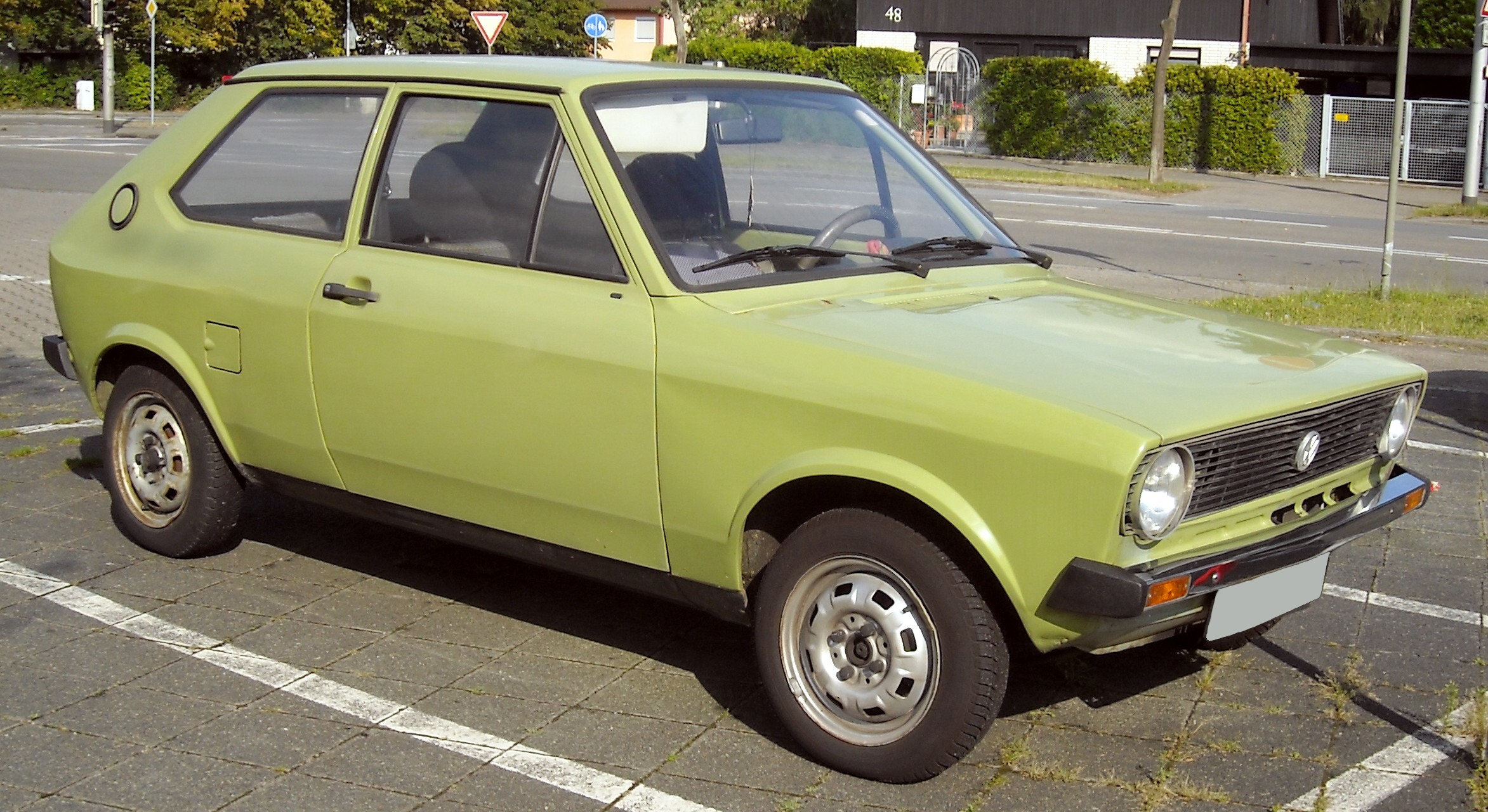
Volkswagen Polo Mk1

## A doua generație (86C; 1981)

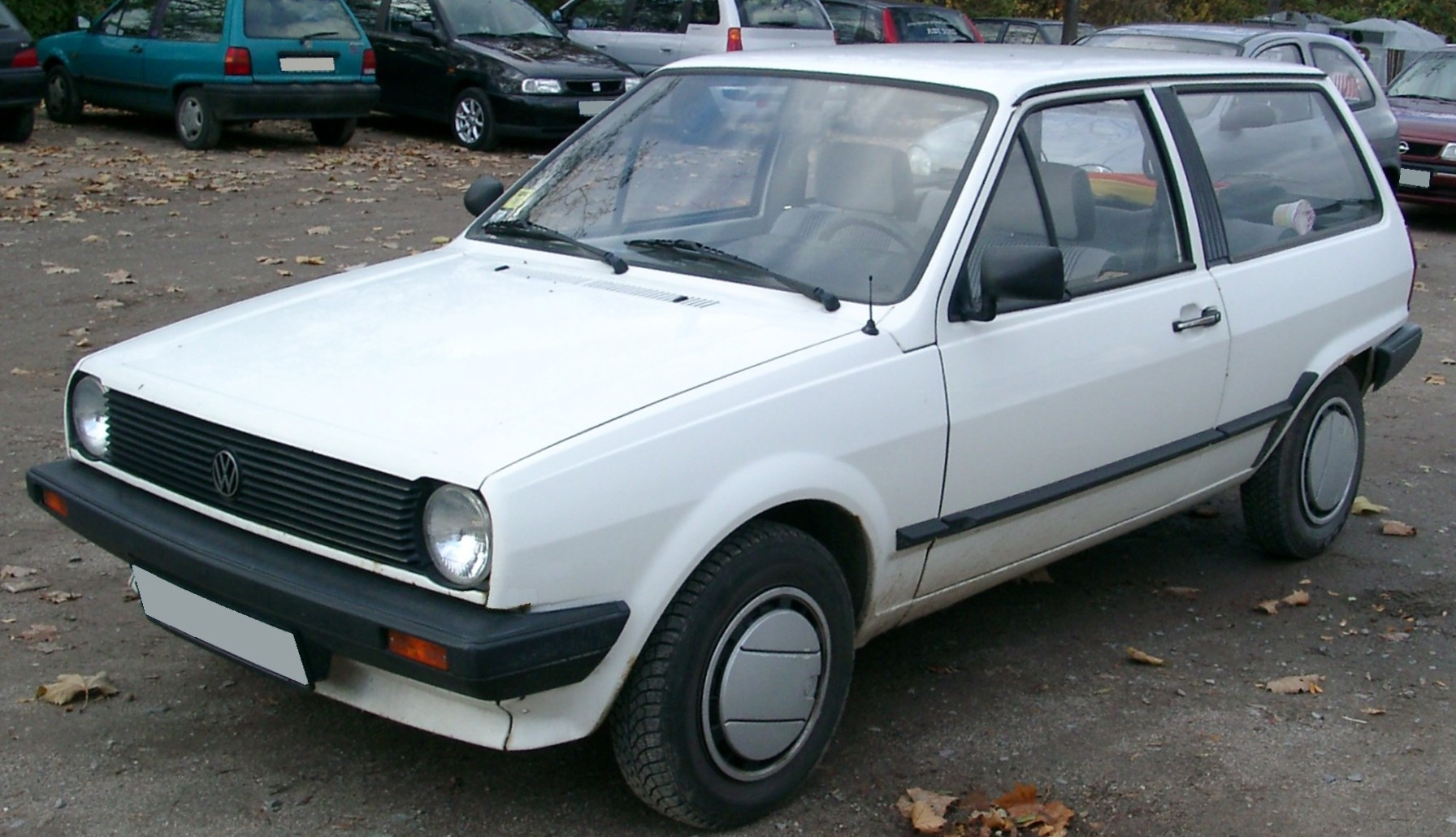
Volkswagen Polo Mk2

## A treia generație (6N/6KV; 1994)

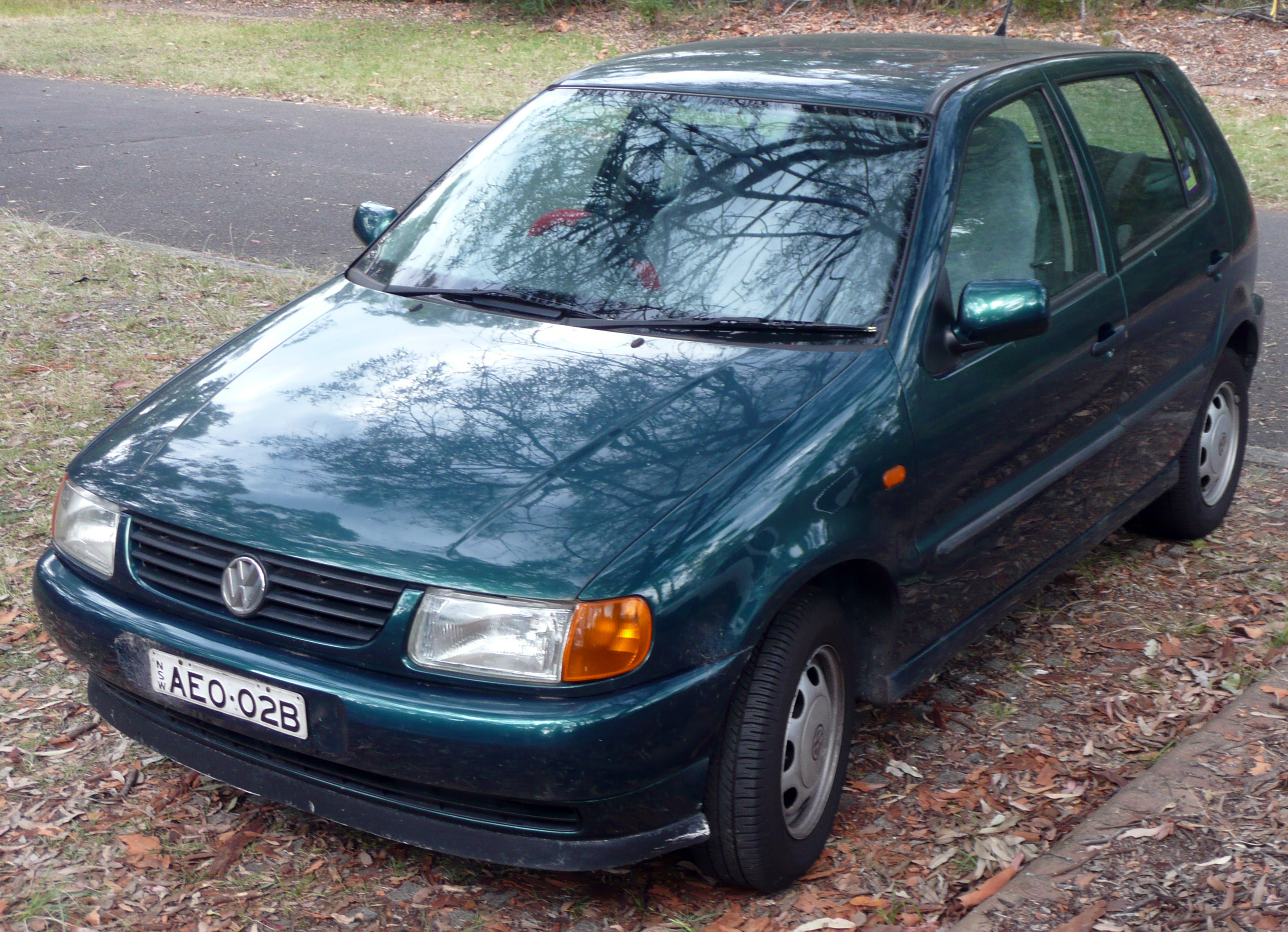
Volkswagen Polo Mk3

## A patra generație (6Q/9N/9N3; 2002)

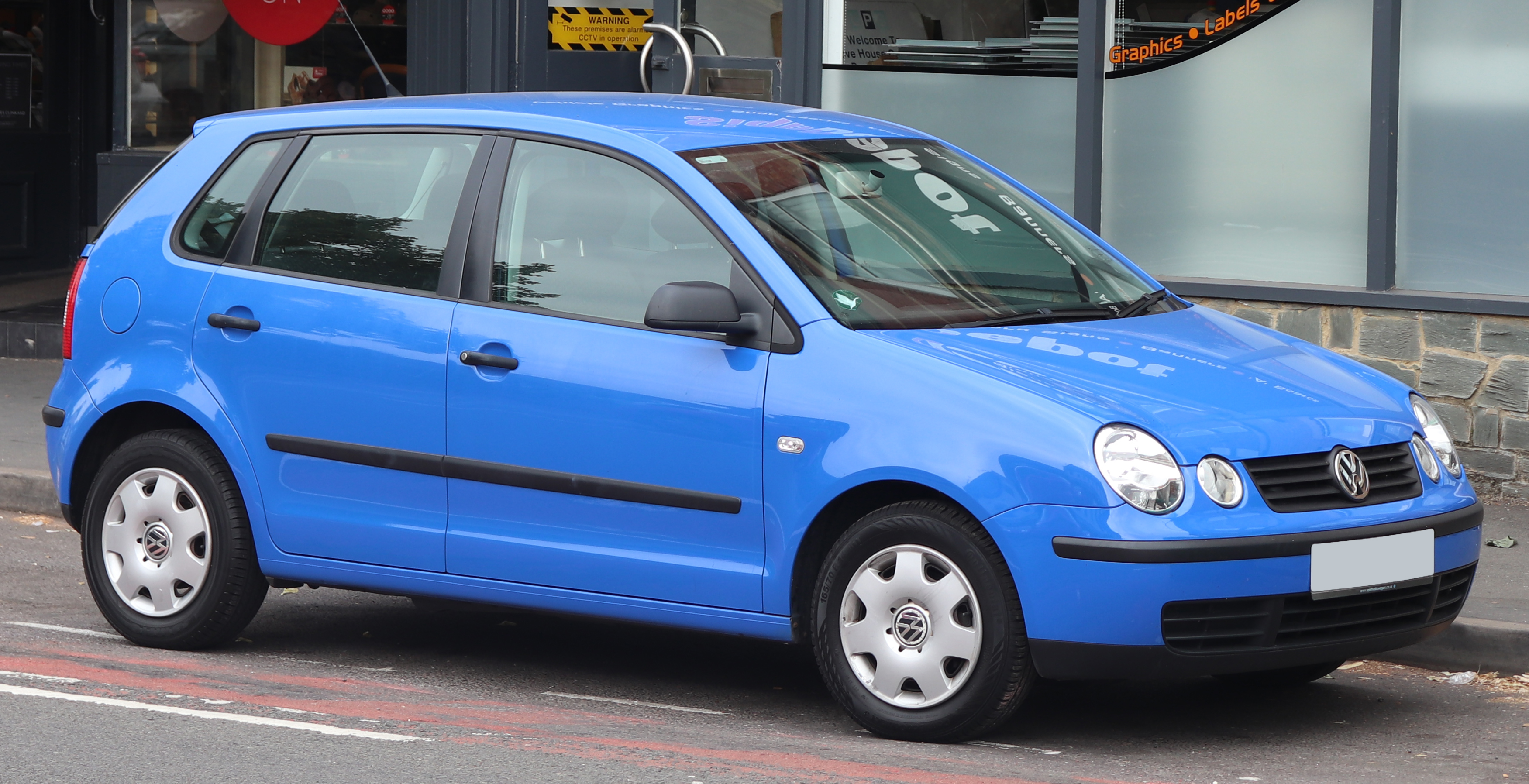
Volkswagen Polo Mk4

## A cincea generație (6R/6C/61; 2009)

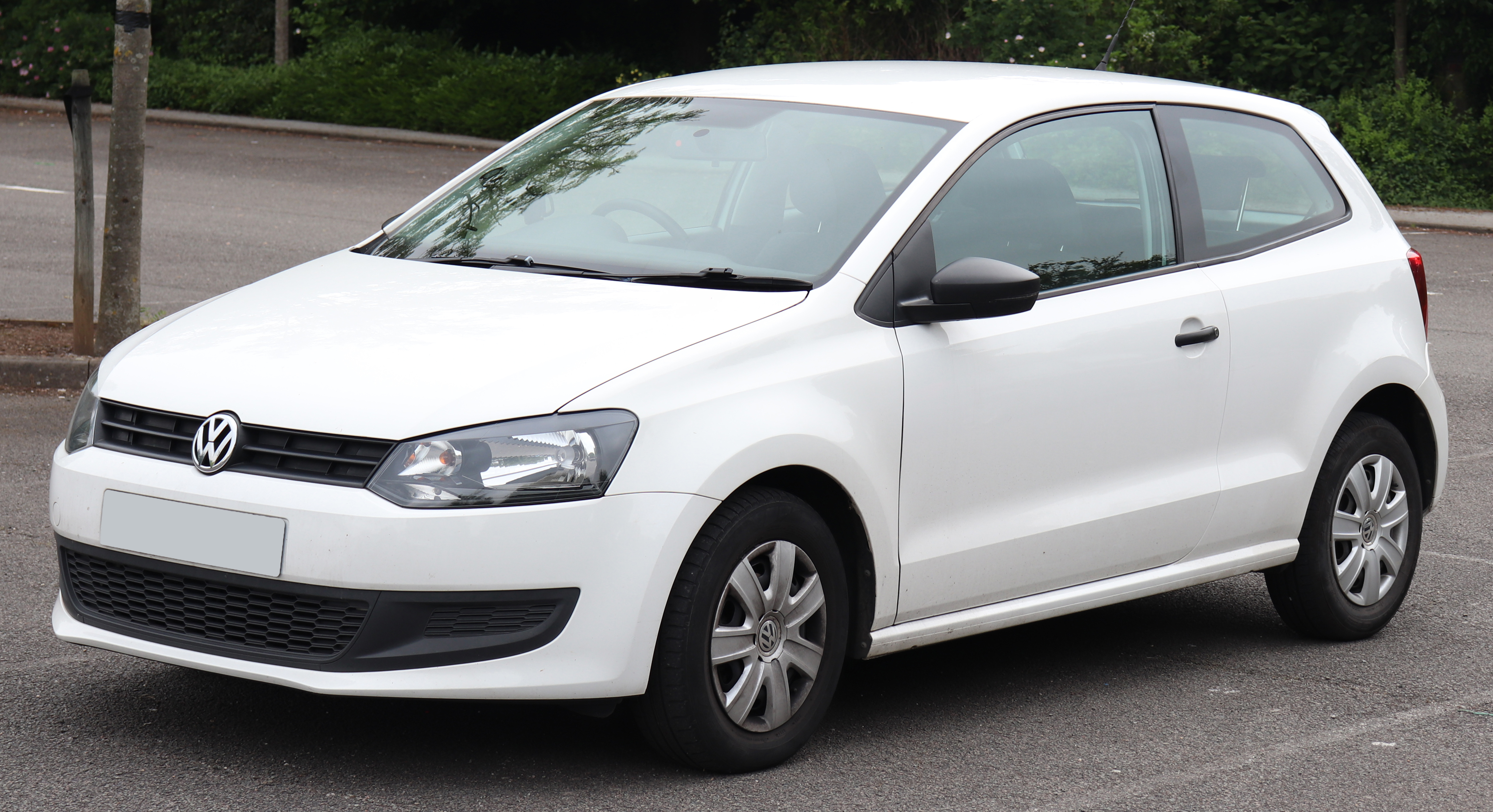
Volkswagen Polo Mk5

## A șasea generație (AW/BZ; 2017)

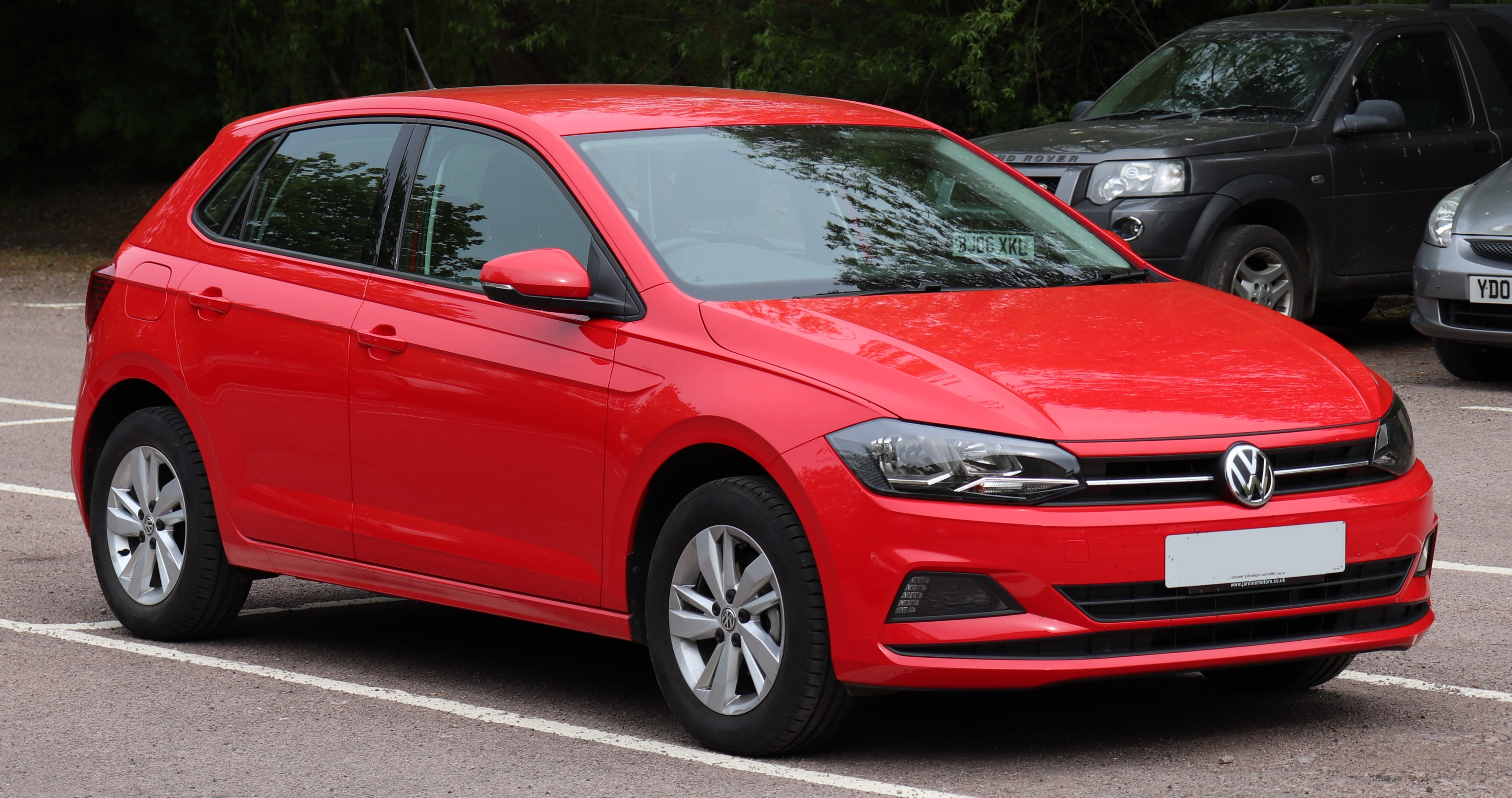
Volkswagen Polo Mk6